# 23 червня
23 червня — 174-й день року (175-й у високосні роки) у григоріанському календарі. До кінця року залишається 191 день.

## Свята і пам'ятні дні

### Міжнародні
- ООН: Міжнародний день вдів
- ООН: День державної служби ООН. Відзначається щорічно відповідно до рішення Генеральної Асамблеї ООН A/RES/57/277 від 20.12.2002 р.
- Міжнародний Олімпійський день. У 1967 році Міжнародний Олімпійський комітет ухвалив рішення: 23 червня вважати Міжнародним Олімпійським днем.
- Міжнародний день жінок в інженерії.[1] (Women in Engineering Day) (2017)

### Національні
- Естонія: День Перемоги
- Україна: День державної служби (Відзначається щорічно згідно з Указом Президента № 291/03 від 4 квітня 2003 р.)
- Люксембург: Національне свято Великого Герцогства Люксембург. День народження Великого Герцога.
- Польща,  Нікарагуа: День батька.
- Казахстан: День поліції.  (1992)
- Молдова: День проголошення суверенітету. (1990)
- Канада: Національний день пам'яті жертв тероризму.
- США: Рожевий день. (2007)

### Релігійні

#### Християнство
Католицька церква:
- День Святого Томаса Ґарнета, англійського єзуїтського мученика.

 Православна церква:
- Мучениці Агрипини.
- Мучеників Євстохія, Гая, Провія, Лолія, Урвана та інших.

## Події
- 1266 — Битва біля Трапані.
- 1314 — Битва при Беннокберні.
- 1757 — Битва під Плессі.
- 1760 — Битва при Ландесхуті.
- 1868 — Крістофер Шоулз зі штату Вісконсин одержав патент на друкарську машинку.
- 1888 — у Києві відкрито пам'ятник Богданові Хмельницькому
- 1917 — на II-му Всеукраїнському військовому з'їзді в Києві було проголошено І Універсал Української Центральної Ради
- 1940 — французький генерал Шарль де Голль оголосив про створення в Лондоні Французького національного комітету
- 1941 — почалася найбільша в історії танкова битва — між німецькими та радянськими військами в районі Луцьк-Рівне-Дубно-Броди (завершилася 29 червня)
- 1961 — набув чинності підписаний в 1959 році Договір про мирне наукове використання Антарктики
- 1987 — Сергій Бубка встановив світовий рекорд у стрибках з жердиною — 6 м 3 см
- 1990 — почалося повернення кримських татар на Батьківщину
- 2001 — розпочався триденний офіційний візит папи римського Івана Павла II в Україну
- 2016 — на референдумі щодо членства Великої Британії в ЄС більшість його учасників (52 % при явці 72 %) проголосували за вихід Об'єднаного Королівства з Євросоюзу («Брекзіт»). Наступного дня прем'єр-міністр Девід Кемерон, головний опонент «Брекзіту», оголосив про свій намір вийти у відставку.
- 2022 — Європейська Рада офіційно надала Україні та Молдові статус кандидата на вступ до ЄС. Грузія статус кандидата не отримала.

## Народились
Дивись також Категорія:Народились 23 червня
- 1534 — Ода Нобунаґа, японський полководець.
- 1763 — Жозефіна Богарне, імператриця Франції (1803—1807), перша дружина Наполеона Бонапарта;
- 1874 — Богдан Боднарський, український книгознавець, бібліограф.
- 1889 — Анна Ахматова (Горенко), російська поетеса українського походження;
- 1894 — Едуард VIII, король Великої Британії з 20 січня по 10 грудня 1936 року;
- 1910 — Жан Ануй, французький драматург і сценарист, видатний представник французької літератури XX століття.
- 1912 — Алан Тюрінг, британський математик, логік і криптограф
- 1929 — Тед Лапідус, французький кутюр'є;
- 1931 — Григорій Кохан, український кінорежисер, сценарист. Автор кінострічки про УПА «Страчені світанки» (1995).
- 1937 — Марті Ахтісаарі, президент Фінляндії (1994—2000), дипломат, лауреат Нобелівської премії миру 2008 року
- 1938 — Люсіль Спенн, американська співачка.
- 1972 — Зінедін Зідан, французький футболіст, чемпіон світу 1998 року;
- 1975 — Маркус Зузак, австралійський письменник;
- 1976 — Патрік Вієйра, французький футболіст, чемпіон світу 1998 року;

## Померли
Дивись також Категорія:Померли 23 червня
- 1924 — Олександр Раєвський, радянський учений, конструктор паротягів.
- 1956 — Рейнгольд Глієр, український і російський композитор німецько-польського походження, диригент, педагог, музично-громадський діяч.
- 1959 — Борис Віан, французький прозаїк, поет, джазовий музикант і співак.
- 1980 — Олександр Тишлер, український живописець, графік, театральний художник, скульптор.
- 2011 — Пітер Фальк, американський актор, найбільш відомий за роллю лейтенанта Коломбо в однойменному серіалі. Двічі був номінований на Оскар, лауреат Золотого глобуса та п'яти премій Еммі.